# Llista de monuments de Cantallops
Llista de monuments de Cantallops inclosos en l'Inventari del Patrimoni Arquitectònic Català per al municipi de Cantallops (Alt Empordà). Inclou els inscrits en el Registre de Béns Culturals d'Interès Nacional (BCIN) amb la classificació de monuments històrics i els Béns Culturals d'Interès Local (BCIL) de caràcter arquitectònic.
| Monument                           | Protecció   | Estil/època                          | Localització                                                                    | Coordenades                                          | Codi?         | Imatge |
| ---------------------------------- | ----------- | ------------------------------------ | ------------------------------------------------------------------------------- | ---------------------------------------------------- | ------------- | --- |
| Castell de Cantallops              | BCIN 618-MH | Obra popular XIII-XIV                | Cantallops Adossat a l'església de Sant Esteve                                  | 42° 25′ 21″ N, 2° 55′ 30″ E / 42.422456°N,2.924913°E | RI-51-0005847 | Castell de Cantallops · Vegeu més fotos d'aquest monument · Carregueu una nova foto d'aquest monument                           |
| Església parroquial de Sant Esteve |             | Romànic, obra popular XII            | Cantallops Pl. de l'Església                                                    | 42° 25′ 21″ N, 2° 55′ 31″ E / 42.422584°N,2.925303°E | IPA-18033     | Església parroquial de Sant Esteve (Cantallops) · Vegeu més fotos d'aquest monument · Carregueu una nova foto d'aquest monument |
| Cal Merot                          |             | Obra popular XIX Final               | Cantallops C. Figueres - c. Joan Maragall                                       | 42° 25′ 11″ N, 2° 55′ 27″ E / 42.419715°N,2.924292°E | IPA-18035     | Carregueu una nova foto d'aquest monument                                                                                       |
| Societat la Concòrdia              |             | Historicisme XX Inici                | Cantallops C. Progrés, 1                                                        | 42° 25′ 12″ N, 2° 55′ 33″ E / 42.420076°N,2.925768°E | IPA-18036     | Carregueu una nova foto d'aquest monument                                                                                       |
| Can Gumbau, o Can Gombau           |             | Obra popular XIX Final               | Cantallops C. dels Avalls                                                       | 42° 25′ 23″ N, 2° 55′ 31″ E / 42.422994°N,2.925200°E | IPA-18037     | Carregueu una nova foto d'aquest monument                                                                                       |
| Tipologia serrat del Capell        |             | Obra popular XVII, XVIII             | Cantallops Serrat del Capell                                                    | 42° 25′ 22″ N, 2° 55′ 28″ E / 42.422750°N,2.924580°E | IPA-18038     | Carregueu una nova foto d'aquest monument                                                                                       |
| Can Freixenet                      |             | Obra popular XVIII                   | Cantallops Pl. de la Vila                                                       | 42° 25′ 19″ N, 2° 55′ 32″ E / 42.421868°N,2.925657°E | IPA-18039     | Carregueu una nova foto d'aquest monument                                                                                       |
| Ca l'Ayats                         |             | Obra popular XIX, XX                 | Cantallops Pl. de la Vila, 7                                                    | 42° 25′ 19″ N, 2° 55′ 30″ E / 42.421981°N,2.925006°E | IPA-18040     | Carregueu una nova foto d'aquest monument                                                                                       |
| Creu de terme                      |             | Obra popular XIX Final               | Cantallops Entrada nucli urbà, al costat de la GI-601, provinent de la Jonquera | 42° 25′ 05″ N, 2° 55′ 21″ E / 42.417940°N,2.922556°E | IPA-30612     | Carregueu una nova foto d'aquest monument                                                                                       |
| Ca l'Aniol                         |             | Obra popular XVII, XVIII             | Cantallops Ctra. de Cantallops als Estanys                                      | 42° 24′ 52″ N, 2° 55′ 11″ E / 42.414489°N,2.919777°E | IPA-38789     | Carregueu una nova foto d'aquest monument                                                                                       |
| Ca l'Heredia                       |             | Obra popular XVIII                   | Cantallops C. Progrés, 10                                                       | 42° 25′ 14″ N, 2° 55′ 37″ E / 42.420667°N,2.926892°E | IPA-38790     | Carregueu una nova foto d'aquest monument                                                                                       |
| Cal Tapier                         |             | Obra popular XVIII                   | Cantallops Pl. del Fort                                                         | 42° 25′ 20″ N, 2° 55′ 31″ E / 42.422319°N,2.925316°E | IPA-38791     | Carregueu una nova foto d'aquest monument                                                                                       |
| Can Sobrepera                      |             | Obra popular XVIII                   | Cantallops                                                                      | 42° 25′ 29″ N, 2° 55′ 32″ E / 42.424755°N,2.925489°E | IPA-38792     | Carregueu una nova foto d'aquest monument                                                                                       |
| Mas Bell-lloc                      |             | Neoclassicisme-romàntic XVIII, XX    | Cantallops A 3,8 km al sud-oest del poble                                       | 42° 23′ 28″ N, 2° 56′ 29″ E / 42.391167°N,2.941426°E | IPA-38794     | Mas Bell-lloc (Cantallops) · Vegeu més fotos d'aquest monument · Carregueu una nova foto d'aquest monument                      |
| Mas Flequer, o Mas Flaqué          |             | Obra popular XVII, XX                | Cantallops A 2 km al sud-est del poble                                          | 42° 24′ 22″ N, 2° 56′ 14″ E / 42.406187°N,2.937341°E | IPA-38795     | Carregueu una nova foto d'aquest monument                                                                                       |
| Can Quim Daviu                     |             | Eclecticisme, obra popular XIX Final | Cantallops C. Escoles, 7                                                        | 42° 25′ 23″ N, 2° 55′ 32″ E / 42.422996°N,2.925618°E | IPA-39098     | Carregueu una nova foto d'aquest monument                                                                                       |
| Antiga rectoria                    |             | Obra popular XVIII                   | Cantallops C. Figueres                                                          | 42° 25′ 18″ N, 2° 55′ 32″ E / 42.421721°N,2.925650°E | IPA-39311     | Carregueu una nova foto d'aquest monument                                                                                       |
| Casa de la pujada de l'Església    |             | Obra popular XVIII, XX               | Cantallops Pda. de l'Església 4                                                 | 42° 25′ 22″ N, 2° 55′ 30″ E / 42.422716°N,2.925102°E | IPA-39313     | Carregueu una nova foto d'aquest monument                                                                                       |
| Molí de Can Sobrepera              |             | Obra popular XVIII                   | Cantallops Sobre la riera de Torrelles, a l'alçada del Pont de Can Sobrepera    | 42° 25′ 28″ N, 2° 55′ 31″ E / 42.424562°N,2.925343°E | IPA-39314     | Carregueu una nova foto d'aquest monument                                                                                       |
| Pont de Can Quim Daviu             |             | Obra popular XVIII                   | Cantallops C. Escoles                                                           | 42° 25′ 22″ N, 2° 55′ 32″ E / 42.422820°N,2.925509°E | IPA-39315     | Carregueu una nova foto d'aquest monument                                                                                       |
| Pou del Torrentell                 |             | Obra popular XIX                     | Cantallops Als afores del poble, prop del rec Torrentell                        | 42° 25′ 23″ N, 2° 55′ 28″ E / 42.423148°N,2.924330°E | IPA-39316     | Carregueu una nova foto d'aquest monument                                                                                       |
| Pallissa del carrer Escoles        |             | Obra popular XVII                    | Cantallops C. Escoles, 8                                                        | 42° 25′ 22″ N, 2° 55′ 34″ E / 42.422775°N,2.926190°E | IPA-39416     | Carregueu una nova foto d'aquest monument                                                                                       |
| Cementiri municipal                |             | Obra popular XIX Mitjan              | Cantallops Al nord-oest del nucli urbà, paratge de la Catalana                  | 42° 25′ 27″ N, 2° 55′ 12″ E / 42.424037°N,2.920135°E | IPA-39452     | Carregueu una nova foto d'aquest monument                                                                                       |